# Royal Society of Chemistry
A Royal Society of Chemistry 1841-ben alakult, ekkor még a The Chemical Society in London nevet viselte, 1980-ban a Chemical Society, a Royal Institute of Chemistry, a Faraday Society és a Society for Analytical Chemistry egyesítésével a mai napig is használatos Royal Society of Chemistry név alatt vonták össze. A szervezet célja a kémiai tudomány különböző szakágazataiban a fejlődés elérése. Az Egyesült Királyságban két székhelye van, az egyik a központi székhely Londonban, a másik pedig Cambridge-ben található. Az ország határain kívül is van néhány székhelye a szervezetnek, többek között az Amerikai Egyesült Államokban, illetve Kína és India területén. Több feladatot is magára vállal a Royal Society of Chemistry, ezek közé számolható a szakkönyvek és szakújságok kiadása, különböző adatbázisok gondozása és fejlesztése, kutatómunka támogatása és nemzetközi gyűlések szervezése.

## A szervezet elnökei
A szervezet elnökét kétévente választják meg az 1980-as újjászerveződést követően. Az elnökök listája:
- 1980–1982: Sir Ewart Ray Herbert Jones (1911–2002)
- 1982–1984: Sir John Ivan George Cadogan (1930–2020)
- 1984–1986: Richard Oswald Chandler Norman (1932–1993)
- 1986–1988: Sir Jack Lewis (1928–2014)
- 1988–1990: John Mason Ward (-2014)
- 1990–1992: Sir Rex Edward Richards (1922–2019)
- 1992–1994: Charles Wayne Rees (1927–2006)
- 1994–1996: John Howard Purnell (1925–1996)
- 1996–1998: Edward William Abel (1931–)
- 1998–2000: Anthony Ledwith (1933–)
- 2000–2002: Steven Victor Ley (1945–)
- 2002–2004: Sir Harold Kroto (1939–)
- 2004–2006: Simon Campbell (1941–)
- 2006–2008: James Feast (1938–)
- 2008–2010: David Garner (1941–)
- 2010–2012: David Phillips (1939–)
- 2012–2014: Lesley Yellowlees (1953-)
- 2014–2016: Dominic Tildesley (1952-)
- 2016–2018: John Holman

## Tagsági fokozatok
- Affiliate, azon tanulók rendelkeznek ilyen címmel, akik még nem teljesítik más szintek követelményeit
- AMRSC: Associate Member, azok kapják, akik valamilyen kémiai tudományból szereztek diplomát
- MRSC: Member, olyan kémiai diplomások kapják, akik már legalább három év szakmai tapasztalattal rendelkeznek
- FRSC: Fellow, olyan tagok kapják, akiknek kiemelkedő hozzájárulása volt a kémia tudományához
- HonFRSC: Honorary Fellow, olyan tagok kapják, akik különleges módon járulnak hozzá a kémia fejlődéséhez
- CChem: Chartered Chemist, MRSC vagy FRSC rangú tagok kaphatják, akik valamilyen munkájukkal kémiai tudásukat és ehhez kapcsolódó képességeiket használják és fejlesztik
- CSci: Chartered Scientist, kémiával foglalkozó tudósok részesülnek ebben az elismerésben
- EurChem: European Chemist, olyanok kapják, akik az European Communities Chemistry Council (ECCC) tagjai
- MChemA: Mastership in Chemical Analysis, olyan tagok kapják meg akik kémiai posztdoktori tevékenységet végeznek, ezt pedig egy portfólió leadásával tudják bizonyítani

## Részlegek
A társaság összesen kilenc részlegre osztható a vizsgált kémiai szakirány tekintetében.
- Analytical Division analitikai kémiával foglalkozik
- Dalton Division John Dalton tiszteletére elnevezett csoport, a szervetlen kémiával foglalkozik
- Education Division a kémia oktatásával foglalkozik
- Faraday Division Michael Faraday tiszteletére elnevezett csoport, mely a fizikai kémia tanulmányozásával foglalkozik
- Organic Division szerves kémiával foglalkozik
- Chemical Biology Interface Division a biokémiát tanulmányozza
- Environment, Sustainability and Energy Division a környezetre gyakorolt hatást, a fenntarthatóságot és az energiaforrásokat vizsgálja
- Materials Chemistry Division az anyagok kémiájával foglalkozik
- Industry and Technology Division a kémiai ipart és az alkalmazható technológiát tanulmányozza

## Publikációk
A Royal Society of Chemistry egy nonprofit társulat, ezért minden jövedelmet, amit a különböző publikációk kiadásával és forgalmazásával nyer, a kémia fejlődésére áldozza azáltal, hogy kutatási projekteket támogat. Néhány a társaság által forgalmazott folyóirat közül:
- Analytical Methods
- Chemical Science
- Chemical Society Reviews
- Dalton Transactions
- Faraday Discussions
- Journal of Analytical Atomic Spectrometry
- Journal of Materials Chemistry
- Journal of the Chemical Society
- Journal of the Royal Institute of Chemistry
- MedChemComm
- Nanoscale
- Organic and Biomolecular Chemistry
- Physical Chemistry Chemical Physics

## Burlington ház
A Burlington ház (Burlington House) a Royal Society of Chemisty székháza, itt kerülnek megszervezésre a különböző találkozók és havonta az előadások, melyeket a szervezet nyilvános weboldalán is élőben közvetít. Mivel nagy elismerésnek örvend a rendezvény, ezért több neves írót is sikerült bevonzani nyilvános előadás megtartására, köztük volt Philip Ball, Antony John Williams és John Emsley.
A Burlington házat 2010-ben adták át Chemistry Centre név alatt, bár az épület már 1857 óta ad otthont a Royal Society of Chemistry elődjének, a Chemical Society-nek és szintén itt található a szervezet információs központja és könyvtára is. Az évek során több híres tudóstól is kapott a könyvtár különböző könyvajándékot és a két világháború idején nagy elszántsággal kutatták fel az itt elérhető tudásforrásokat. Azóta a világ egyik legfontosabb kémiai adatbázisává nőtte ki magát.

## Díjak és kitüntetések
A Royal Society of Chemistry minden évben kiosztja díjait és kitüntetéseit azon tudósoknak, akik számottevő eredményeket értek el különböző kémiai témájú kutatásokban. A központilag kiosztott érmek és díjak közül a legismertebbek:
- Harrison-Meldola Memorial Prizes, amelyet olyan, 32 évnél fiatalabb brit tudós nyerhet el, aki ígéretes és eredeti kutatást végez a kémia valamely szakágában.
- Corday-Morgan medals, mely három díjból áll, amelyet az érdemileg leginkább fontos kutatásokat elvégző gyakorlati kémikusok nyerhetnek el.
- Tilden Prize, szintén három díjból áll, melyet a pályafutásuk közepén álló kémikusok nyerhetnek el.

## Fordítás
- Ez a szócikk részben vagy egészben  a   Royal Society of Chemistry című angol Wikipédia-szócikk ezen változatának fordításán alapul.  Az eredeti cikk szerkesztőit annak laptörténete sorolja fel. Ez a jelzés csupán a megfogalmazás eredetét és a szerzői jogokat jelzi, nem szolgál a cikkben szereplő információk forrásmegjelöléseként.